# Villette (Zwitserland)
Villette is een plaats en voormalige gemeente in het Zwitserse kanton Vaud.
Villette telt, inclusief het nabijgelegen gehucht Montagny, 590 inwoners en ligt in een streek die bekendstaat als de wijngaardterrassen van Lavaux.

## Geschiedenis
Voor 2008 maakte de gemeente deel uit van het toenmalige district Lavaux. Op 1 januari 2008 werd de gemeente deel van het nieuwe district Lavaux-Oron.
Op 1 januari 2011 fuseerde de gemeente, nadat hierover op 17 mei 2009 een referendum was gehouden, met de gemeentes Cully, Epesses, Grandvaux, Riex en Villette tot de nieuwe gemeente Bourg-en-Lavaux.
- Historisch woordenboek van Zwitserland: 002426
- Virtual International Authority File: 59144814361728645844